# Ana Isabel Morales
Ana Isabel Morales est une femme politique nicaraguayenne.

## Biographie
Ana Isabel Morales a été guérillera au sein du FSLN (Front sandiniste de libération nationale). Le 16 avril 1979, elle survit au massacre de Véracruz perpétré par la garde nationale, qui fait 16 morts parmi l'état-major du Frente Occidental Tercerista, mouvement insurrectionnel. 
Dans les années 1980, elle est directrice et sous-directrice générale des migrations et étrangers. Elle travaille ensuite à la Cour suprême de Justice du Nicaragua. Elle a étudié le droit et est titulaire d'un master en relations internationales.  
Elle devient plus tard ministre de l'Intérieur du gouvernement Ortega,. 

## Carrière politique
De 2007 à 2017, elle exerce la fonction de ministre de l'intérieur dans son pays.